# Ilona Kuśmierska
Ilona Kuśmierska-Kocyłak (ur. 16 czerwca 1948 w Zabrzu, zm. 18 września 2022 w Warszawie) – polska aktorka i reżyser dubbingowy. Najbardziej znana z roli Jadźki Pawlakowej (z domu Kargul) w trylogii filmowej w reżyserii Sylwestra Chęcińskiego: Sami swoi (1967), Nie ma mocnych (1974) i Kochaj albo rzuć (1977).

## Życiorys
W 1970 ukończyła Państwową Wyższą Szkołę Teatralną w Warszawie.
Występowała w następujących warszawskich teatrach:
- Teatrze Ziemi Mazowieckiej (1970–1977)
- Studiu Buffo (1977)
- Teatrze Syrena (1977–1979)
- Teatrze Komedia (1983–1991)

Żona Ireneusza Kocyłaka – aktora Teatru Współczesnego w Warszawie, miała troje dzieci.
Zmarła nagle w swoim domu w Warszawie, 18 września 2022. Dzień wcześniej pod Wrocławiem uczestniczyła w spotkaniu zorganizowanym z okazji 55. rocznicy premiery Samych swoich. 1 października została pochowana na cmentarzu parafialnym we Włoszczowie.
Honorowa Obywatelka Czeladzi od 2010 roku.

## Filmografia

### Aktorka
- 1966: Lenin w Polsce – Ulka
- 1967: Sami swoi – Jadźka Pawlakowa
- 1972: Ogłoszenie matrymonialne – dziewczyna w pociągu
- 1973: Droga – Jadźka Pawlakowa (odc. 5)
- 1974: Nie ma mocnych – Jadźka Pawlakowa
- 1975: Noce i dnie – Emilka Niechcic (odc. 7, 9–11)
- 1975: Trzecia granica – łączniczka (odc. 3)
- 1977: Kochaj albo rzuć – Jadźka Pawlakowa
- 1981: Dziecinne pytania
- 1983–1989: W krainie czarnoksiężnika Oza – Dorotka (głos)
- 1984: Przybłęda – matka Janka
- 1984–1989: O dwóch takich, co ukradli księżyc – matka Jacka i Placka (głos)
- 1986: Bolek i Lolek na Dzikim Zachodzie – Bolek (głos)
- 1991: Halo, tu jestem! – niemowlę (głos)
- 1992: Jacek i Placek – matka Jacka i Placka (głos)

### Reżyser dubbingu
- Filmy ze Scooby Doo:
  - 2000: Scooby Doo i bracia Boo
  - 2000: Scooby-Doo i oporny wilkołak
  - 2002: Scooby Doo: Szkoła upiorów
  - 2002: Scooby Doo i najeźdźcy z kosmosu
- 1998: Fantastyczna Czwórka
- 1998: Hutch Miodowe Serce
- 1998: Laboratorium Dextera (odc. 1–26)
- 1998–1999: Scooby Doo
- 1998–1999: Eerie, Indiana, czyli Dziwne Miasteczko (odc. 11–18)
- 1999: Eerie, Indiana: Inny wymiar
- 2000: Walter Melon (odc. 1–2, 5–6, 10, 12, 14)
- 2000: Królik Bugs i Struś Pędziwiatr: Szalony pościg
- 2003: Kaena: Zagłada światów
- 2004: Liga najgłupszych dżentelmenów
- 2005: Opowieść o Zbawicielu
- 2005: Magiczny kamień
- 2005: Charlie i Lola (odc. 1–39)
- 2010: Małe królestwo Bena i Holly
- 2010: Ni Hao Kai Lan

### Polski dubbing
- 1978: Przygody Piotrusia Pana – Tygrysia Lilia
- 1980–1982: Pszczółka Maja –
  - Urwis (odc. 4),
  - Pracuś (odc. 8),
  - termit Tony (odc. 23),
  - gąsienica (odc. 29),
  - dziewczynka (odc. 33),
  - mały ślimak #1 (odc. 46),
  - motylkówna uwięziona przez tarantulę (odc. 46),
  - mrówka Dyzio (odc. 47)
- 1980: Biały delfin Um – Janek
- 1984: Lisek Vuk – mały Vuk[10]
- 1985: Krzyż i sztylet – Mała Bo
- 1985–1989: Fraglesy (pierwsza wersja dubbingowa) – Mokey
- 1986–1988: Dzieciństwo muppetów (pierwsza wersja dubbingowa) – Świnka Piggy
- 1988–1990: Jetsonowie (pierwsza wersja dubbingowa) – Judy Jetson
- 1987: Gwiazdkowy prezent – Myszka Mimi
- 1988: Zaproszenie na gwiazdkę –
  - Mokey,
  - mała Piggy
- 1991–1993: Kacze opowieści (pierwsza wersja dubbingowa) –
  - Zyzio,
  - matka Śmigacza (odc. 16),
  - matka Bezlitosnego (odc. 46),
  - klientka Diodaka (odc. 48)
- 1991–1994: Chip i Dale: Brygada RR – Gadżet Siekiera
- 1991: Kacze opowieści. Poszukiwacze zaginionej lampy – Zyzio
- 1992: Wesoła siódemka – Jeżozwierz Inka (odc. 1–3)
- 1992–1994: Super Baloo
- 1994–1995: Hrabia Kaczula (pierwsza wersja dubbingowa)
- 1994–1995: Przygody Myszki Miki i Kaczora Donalda (pierwsza wersja dubbingowa) –
  - Myszka Minnie (oprócz odc. 15b),
  - Zyzio
- 1996–1997: Myszka Miki i przyjaciele –
  - Myszka Minnie,
  - Zyzio,
  - Pszczółka (odc. 32b),
  - dziewczyna Harolda (odc. 32c),
  - sąsiadka Goofy’ego, której Atos zniszczył pranie (odc. 54a)
- 1996–1999: Ulica Sezamkowa – Basia
- 1997: Kosmiczny mecz – Pound
- 1997: Babar zwycięzca
- 1998: Patrol Jin Jina
- 1998: Fantastyczna Czwórka –
  - strażniczka (odc. 4),
  - kobieta z reklamy (odc. 12),
  - głos komputera Reeda (odc. 12, 13),
  - starsza pani (odc. 13),
  - chłopiec (odc. 14)
- 1998: 13 demonów Scooby Doo
- 1998: Srebrny Surfer
- 2000: Scooby-Doo i oporny wilkołak – jeden z widzów w kinie samochodowym
- 2000: Tom i Jerry: Wielka ucieczka (trzecia wersja dubbingowa) – właścicielka Toma
- 2000: Rodzina piratów – Rose Maria
- 2000: Przygody Mikołaja – Aglagla
- 2003–2008: Kryptonim: Klan na drzewie –
  - Numer 86 (seria III),
  - pielęgniarka (odc. 38b),
  - mama Numeru 4 (odc. 39a)
- 2002: Stuart Malutki 2
- 2003: Złap mnie, jeśli potrafisz
- 2004: Dzika rodzinka
- 2005: Johnny Bravo –
  - Marlo (odc. 56a),
  - rudowłosa kobieta (odc. 55a),
  - Madame Voila (odc. 55b)
- 2005: Księżniczka na ziarnku grochu – Niania
- 2006: Świat Elmo –
  - Narratorka,
  - Edith (odc. 20),
  - wróżka (odc. 22)
- 2007: Bibi Blocksberg – Walpurgia (odc. 21–22)
- 2007: Podwójne życie Jagody Lee – ciotka Run (odc. 39)
- 2007: H2O – wystarczy kropla (pierwsza wersja dubbingowa) – dr Holt (odc. 17)
- 2007: Szczenięce lata Clifforda – Trixie (odc. 6a)
- 2008–2010: Dzika rodzinka
- 2008: Robotboy – Junior (odc. 41b)
- 2008: Co gryzie Jimmy’ego? – Wiedźma (odc. 13)
- 2009–2010: Batman
- 2010: Zemsta futrzaków
- 2011: Scooby Doo i Brygada Detektywów – Babcia Jeden Ząbek (odc. 34)
- 2011–2013: My Little Pony: Przyjaźń to magia – Babcia Smith (sezony I–III)